# Lobivia caineana
Lobivia caineana ist eine Pflanzenart aus der Gattung Lobivia in der Familie der Kakteengewächse (Cactaceae). Das Artepitheton caineana verweist auf das Vorkommen der Art im Tal des Río Caine.

## Beschreibung
Lobivia caineana wächst einzeln. Die ellipsoiden, frischgrünen Triebe erreichen bei Durchmessern von 7 bis 9 Zentimetern Wuchshöhen von 10 bis 29 Zentimeter. Der Triebscheitel ist eingesenkt. Es sind neun Rippen vorhanden, die an den oberen Triebteilen deutlich, weiter unten hingegen flach-stumpf sind. Die darauf befindlichen elliptischen Areolen sind cremefarben bis grau und stehen bis zu 2,5 Zentimeter voneinander entfernt. Aus ihnen entspringen 14 bis 18 graue bis weißliche, pfriemliche Dornen, die dunkel gespitzt sind. Von den ungleichen Dornen sind einige spreizend und andere abstehend. Die Dornen weisen eine Länge von 1,5 bis 7 Zentimeter auf.
Die trichterförmigen, tiefviolettrosafarbenen bis rosafarbenen oder magentafarbenen, gelegentlich auch weißen Blüten erscheinen an den Triebspitzen und öffnen sich am Tag. Sie werden 5 bis 7 Zentimeter lang und weisen Durchmesser von 4 bis 6 Zentimeter auf. Die eiförmigen Früchte sind fast trocken und bis zu 2 Zentimeter lang.

## Verbreitung, Systematik und Gefährdung
Lobivia caineana ist im bolivianischen Departamento Potosí in der Provinz Charcas in mittleren Lagen von etwa 2000 Metern verbreitet.
Die Erstbeschreibung durch Martín Cárdenas wurde 1952 veröffentlicht. Ein nomenklatorisches Synonym ist Echinopsis caineana (Cárdenas) D.R.Hunt (1991).
In der Roten Liste gefährdeter Arten der IUCN wird die Art als „Near Threatened (NT)“, d. h. als potentiell gefährdet geführt.

## Nachweise